# Bitva na řece Trebia (1799)
Bitva na řece Trebia (či bitva u Trebbie) byla jednou z bitev druhé koaliční války. Odehrála se 17.–19. června 1799. Střetla se v ní rusko-rakouská armáda pod vedením polního maršála Suvorova (30 000 vojáků) a francouzská armáda pod vedením generála MacDonalda (33 000 až 35 000 vojáků).
Dne 9. června opustila MacDonaldova francouzská armáda jižní Itálii a přes Modenu směřovala do údolí řeky Pád. Chystala se pomoci vojskům generála Moreaua, které byly odříznuty u Janova. Suvorov ponechal svou zálohu bránit Moreaua a vytáhl z Alessandrie proti MacDonaldovi. 17. června provedl prudký nástup a jeho vojska odrazila předvoj protivníka od řeky Tidone k Trebii. V následujících dvou dnech probíhaly úporné boje, po nichž Suvorov porazil hlavní síly Macdonaldovy armády.
Francouzi ztratili 16 000 vojáků a spojenci 6 000 vojáků. Toto vítězství upevnilo postavení spojeneckých vojsk v severní Itálii.